# Jeux de la Francophonie de 2023
Navigation
Abidjan 2017 Erevan 2027
Les Jeux de la Francophonie de 2023, IXes Jeux de la Francophonie, se tiennent du 28 juillet au 6 août 2023 à Kinshasa au République démocratique du Congo.

## Sélection de la ville organisatrice
À l’issue de l’appel à candidatures lancé par le Comité International des Jeux de la Francophonie (CIJF) le 1er février 2015, trois pays et leurs gouvernements respectifs déposent leurs candidatures pour l’organisation de la 9e édition des Jeux de la Francophonie en 2021 : la France (Guadeloupe), la province canadienne du Nouveau-Brunswick (Moncton/Dieppe) et la province canadienne du Québec (Sherbrooke).
Le Conseil permanent de la Francophonie du 7 avril 2016 retient la candidature du Nouveau-Brunswick pour accueillir la 9e édition des Jeux de la Francophonie.
Recommandé par le Conseil d’Orientation du Comité International des Jeux de la Francophonie (CIJF), le Nouveau-Brunswick est désigné par les représentants des 80 États et gouvernements de la Francophonie lors de la 97e session du Conseil permanent de la Francophonie (CPF) à Paris.
Le 30 janvier 2019, l’Organisation Internationale de la Francophonie (OIF) est informée du désengagement des autorités du Nouveau-Brunswick à organiser les IXes Jeux de la Francophonie 2021 à Moncton-Dieppe.
Le Conseil d’Orientation du Comité International des Jeux de la Francophonie (CIJF), composé de 18 États et gouvernements membres, se réunit les 14 et 15 février 2019, au siège de l’OIF à Paris, sous la présidence de Mme Annie.
La flamme, représentante du Canada, vice-présidente du Conseil d’Orientation, avec la participation de l’Administrateur de l’OIF et du Secrétaire Général de la Conférence des ministres de la jeunesse et des sports de la Francophonie (CONFEJES) et recommande de relancer l’appel à candidatures des Jeux 2021.
À la suite de cette recommandation, le CIJF relance le 1er mars 2019 l’appel à candidatures pour l’organisation des IXes Jeux de la Francophonie 2021. Cet appel est adressé aux 54 États et gouvernements membres de plein droit de l’OIF.
C’est ainsi, que la République Démocratique du Congo (RDC) dépose sa candidature pour l’organisation de cette édition des Jeux de la Francophonie de 2021.
Le Conseil d’Orientation du CIJF, tenu à Paris le 27 juin 2019, auditionne les représentants de la RDC et reçoit le rapport d’évaluation technique à la suite de la mission d’experts diligentée par l’OIF à Kinshasa. À l’issue de cette réunion, le Conseil d’Orientation du CIJF, dans son format ministériel, recommande la désignation de la République Démocratique du Congo comme État hôte des IXes Jeux de la Francophonie 2021 à l’attention du Conseil Permanent de la Francophonie (CPF).
Le Conseil Permanent de la Francophonie (CPF) réuni le 2 juillet 2019, conformément aux recommandations du Conseil d’Orientation, donne un avis favorable à la tenue, en 2021, des IXes Jeux de la Francophonie en République Démocratique du Congo (RDC), tel que recommandé par le Conseil d’Orientation.
Conformément aux Statuts du CIJF et règles des Jeux de la Francophonie, le cahier des charges des IXes Jeux de la Francophonie République Démocratique du Congo/Kinshasa 2021 est signé jeudi 31 octobre 2019 par l’OIF, le Président du Conseil d’Orientation du CIJF et le Comité National des Jeux de la Francophonie (CNJF). La signature se fait à l’occasion de la Conférence ministérielle de la Francophonie (CMF) à Monaco.
Le Comité National des Jeux de la Francophonie (CNJF) est chargé de l'organisation de ces jeux.

### Report à cause de la pandémie de Covid-19
L’état d’urgence sanitaire décrété sur la quasi-totalité de la planète avec la pandémie de Covid-19 bouleverse la tenue des événements internationaux prévus de longue date. Le 21 avril 2020, le report des IXes Jeux de la Francophonie à l’été 2022 est officiellement demandé par le ministre d’État, ministre de la Coopération, Intégration régionale et Francophonie, Pépin Guillaume Manjolo, après consultation du président de la République démocratique du Congo, Félix Tshisekedi.

### Report à cause de problèmes de budget
Conformément aux recommandations du Conseil d’Orientation du Comité International des Jeux de la Francophonie (CIJF), le Conseil Permanent de la Francophonie (CPF), réuni pour sa 110e session les 8 et 9 juillet, donne un avis favorable à la tenue des IXes Jeux de la Francophonie du 19 au 28 août 2022.
En février 2022, ils sont à nouveau reportés, cette fois-ci en 2023, en raison d'insuffisances dans la construction des infrastructures : certains complexes sont inachevés et le pays accuse des retards de paiement pour plusieurs fournisseurs.

## Programme
La cérémonie d’ouverture a lieu le 28 juillet 2023 à Kinshasa,.
Légende :
- Cérémonies
- C : Jour de compétition
- M : Jour de médailles

| Cérémonies               | Cérémonies               |  |  | O |   |   |   |   |   |   |   |   |   | C |
| Athlétisme et Handisport | Athlétisme et Handisport |  |  |   |   |   |   | M | M | M | M | M |   |   |
| Basket-ball féminin      | Basket-ball féminin      |  |  | C | C | C | C |   | C |   | C |   | M |   |
| Football masculin        | Football masculin        |  |  | C | C | C | C | C | C |   |   | C |   | M |
| Judo                     | Judo                     |  |  |   |   |   |   |   |   | M | M | M | C |   |
| Lutte libre              | Lutte libre              |  |  |   |   | M | M | M |   |   |   |   |   |   |
| Lutte africaine          | Lutte africaine          |  |  |   |   |   |   |   |   |   | C | C | M |   |
| Tennis de table          | Tennis de table          |  |  |   |   | C | C | M | C | C | M |   |   |   |
| Cyclisme sur route       | Cyclisme sur route       |  |  |   |   | M | M |   |   |   |   |   |   |   |

| Jonglerie avec ballon  | Jonglerie avec ballon  |  |  |  |   | C | M |   |   |   |   |  |  |  |
| Création numérique     | Création numérique     |  |  |  | C | C | C | M |   |   |   |  |  |  |
| Peinture               | Peinture               |  |  |  | C | C | C | C | C | M |   |  |  |  |
| Photographie           | Photographie           |  |  |  | C | C | C | C | C | M |   |  |  |  |
| Sculpture              | Sculpture              |  |  |  | C | C | C | C | C | M |   |  |  |  |
| Danse hip-hop          | Danse hip-hop          |  |  |  |   |   |   | C | M |   |   |  |  |  |
| Littérature (nouvelle) | Littérature (nouvelle) |  |  |  | C | C | C | M |   |   |   |  |  |  |
| Marionnettes géantes   | Marionnettes géantes   |  |  |  |   |   |   | C | C | M |   |  |  |  |
| Danse de création      | Danse de création      |  |  |  |   | C | C | C | C | M |   |  |  |  |
| Chanson                | Chanson                |  |  |  |   | C | C | C | C |   | M |  |  |  |
| Contes et conteurs     | Contes et conteurs     |  |  |  | C | C | C | C | M |   |   |  |  |  |

### Concours culturels
- Arts de la rue : hip-hop (danse), marionnettes géantes et jonglerie avec ballon (figures libres) (h/f) (18-35 ans)
- Arts visuels : peinture, photographie et sculpture/installation (h/f) (18-35 ans)
- Chanson (h/f) (18-35 ans)
- Contes et conteurs (h/f) (18-35 ans)
- Danse de création (h/f) (18-35 ans)
- Littérature (nouvelle) (h/f) (18-35 ans)
- Création numérique (h/f) (18-35 ans)
- Scrabble (18-35 ans) (culture et sport) en animation périphérique (nouvelle), avec la participation de la Fédération Internationale de Scrabble Francophone et de la Ligue de Scrabble de Kinshasa.

### Compétitions sportives
- Athlétisme, dont handisport (h/f) (18-35 ans) (détails)
- Basket-ball féminin (f) (18-25 ans) (détails)
- Football  (h) (moins de 20 ans) (détails)
- Judo (h/f) (18-25 ans) (détails)
- Lutte libre (Lutte)
- Lutte sénégalaise et lutte libre (h/f) (18-30 ans)(Lutte sénégalaise)
- Tennis de table (h/f) (18-21 ans) (détails)
- Cyclisme (h :19-25 ans/f :19-35 ans), (détails) discipline de démonstration.

## Participants
- Andorre
- Arménie
- Bénin
- Burkina Faso
- Burundi
- Cambodge
- Cameroun
- Canada
- Cap-Vert
- Chypre
- Communauté française de Belgique
- Côte d'Ivoire
- Djibouti
- Émirats arabes unis
- France
- Gabon
- Guinée
- Guinée équatoriale
- Haïti
- Kosovo
- Liban
- Luxembourg
- Madagascar
- Mali
- Maroc
- Maurice
- Mauritanie
- Mozambique
- Niger
- Nouveau-Brunswick
- République centrafricaine
- République démocratique du Congo H
- République du Congo
- Roumanie
- Rwanda
- Sainte-Lucie
- Sénégal
- Serbie
- Seychelles
- Suisse
- Tchad
- Togo
- Tunisie
- Viêt Nam

## Budget
Au cours du briefing de la presse tenu le 10 avril 2023 par le ministre de Media et communication Patrick Muyaya et le Directeur national du Comité National des IXes Jeux de la Francophonie (CNJF), Isidore Kwandjadu, le budget des Jeux de la Francophonie 2023 est estimé à 66,9 millions d'euros,.

## Identité visuelle

### Logo
Le logo de la compétition est dévoilé le 5 septembre 2019 au stade des Martyrs.

### Mascotte
Un concours est lancé en janvier 2023 par le directeur du Comité National, Isidore Kwandja, destiné aux jeunes entre 18 et 35 ans, pour concevoir la mascotte de la compétition, avec un prix de 5 000 dollars décerné au vainqueur. La mascotte est dévoilée le 9 mars 2023 à Kinshasa ; il s'agit du léopard Masano, œuvre de l'étudiant Chris Eale.

## Lieux et stades
- Stade des Martyrs (athlétisme, athlétisme handisport, basket-ball, football)
- Stade Tata Raphaël (football, judo, lutte libre, tennis de table)
- Stade de Barumbu (football)
- Palais du Peuple (arrivée du cyclisme sur route, chanson, danse)
- Esplanade Fikin (lutte africaine)
- Musée national de la République démocratique du Congo (arts visuels)
- Echangeur de Limete (arts de la rue)
- Centre Wallonie-Bruxelles (contes et conteurs, littérature nouvelle)

## Controverses

### Menaces d'insécurité
Moins d'un mois avant les Jeux, plusieurs pays se désistent en raison d'inquiétudes sanitaires et de sécurité : le Québec annule sa participation, bien que le Canada et le Nouveau-Brunswick participent encore,, et la France se limite à quelques épreuves, refusant entre autres d'envoyer des participants pour les épreuves d'athlétisme et de cyclisme. À la cérémonie d'ouverture, Amélie Oudéa-Castéra est présente,. La Fédération Wallonie-Bruxelles n'envoie que des participants pour les épreuves culturelles, exprimant des inquiétudes sur l'état des infrastructures sportives. En raison du Coup d'État de 2023 au Niger, les athlètes de ce pays sont moins nombreux que prévu. Certaines délégations dont la canadienne embauchent des équipes de sécurité supplémentaires.

### Tensions diplomatiques
La secrétaire de générale de l'Organisation internationale de la francophonie, Louise Mushikiwabo, refuse de venir à la cérémonie d'ouverture des Jeux. Sur fond de tensions diplomatiques entre le Rwanda et la RDC, elle affirme que son invitation ne lui a jamais été envoyée. Elle est remplacée par Caroline St-Hilaire, administratrice de l'OIF.

### Mauvaise qualité d'hébergement
Plusieurs délégations se plaignent de leurs conditions d'hébergement : l'électricité est souvent coupée, il faut parfois attendre une heure pour manger et les logements sont loin des lieux de compétition. L'eau courante n'est installée qu'après le début des Jeux.

### Le ministre des finances accuse l'organisation de détournement de fonds
En octobre 2023, une nouvelle polémique éclate à l'heure de dresser le bilan des Jeux de la Francophonie. Nicolas Kazadi, le ministre congolais des finances, estime que le coût de ces Jeux a finalement été multiplié par 7, mettant ainsi en cause l'organisation qu'il pense coupable de détournements de fonds. Selon les chiffres publiés par le ministre, le budget initial de 48 millions de dollars a finalement atteint 324 millions. « De 12 millions [de dollars] pour les opérations, on est arrivé à 78 millions. De 36 millions pour les investissements, on est arrivé à 246 millions », détaille-t-il. Le directeur du comité d'organisation estime de son côté ne pas être responsable d'un quelconque dépassement de budget. « S’il y a eu un dépassement du budget dont on parle, les raisons sont à chercher ailleurs, pas à la direction nationale des Jeux ».

## Médaillés des compétitions culturelles
| Épreuve                | Or                              | Argent                                | Bronze                         |
| ---------------------- | ------------------------------- | ------------------------------------- | ------------------------------ |
| Danse de création      | Compagnie Fientan (BUR)         | Compagnie Les Algues (COD)            | Compagnie Siwa Carmelita (BEN) |
| Création numérique     | VieAir 2.26 (BUR)               | Paul Malaba & Spilulu (COD)           | Bj Vision (GAB)                |
| Danse Hip-hop          | Team Léopard (COD)              | Power Crew Bboying (SEN)              | One Nation (Wallonie)          |
| Jonglerie avec ballon  | Stylers Crew (MAR)              | CIV freestyle team (CIV)              | FECOFREE (COD)                 |
| Littérature (nouvelle) | Jocelyn Danga Motty (COD)       | Cécile Hupin (Wallonie)               | Valentin Decoppet (SUI)        |
| Peinture               | Richianny Raherinjatovo (MAD)   | Fally Sène Sow (SEN)                  | Glodi Mbela Mambueni (COD)     |
| Photographie           | Mary Madanamootoo (MRI)         | Ralff Lhyliann (CGO)                  | Adrien Tache (FRA)             |
| Marionnettes géantes   | Les Marionnettes du Congo (COD) | KAdam-KAdam (TOG)                     | Collectif Sannu-Sannu (NIG)    |
| Sculpture              | Senou Anthelme Lokossou (BEN)   | Fitiavana Ratovo Andriantseheno (MAD) | Kwami Dodji Agbetoglo (TOG)    |
| Chanson                | Nda Chi (CMR)                   | Flora Paré (BUR)                      | Lerie Sankofa (CIV)            |
| Contes et conteurs     | Hanna Samira Moumoula (BUR)     | Mamane Iro Salifou (NIG)              | Dan Bosembo Alonga (COD)       |

## Tableau des médailles
- Pays organisateur

| Rang  | Nation                           | Or  | Argent | Bronze | Total |
| ----- | -------------------------------- | --- | ------ | ------ | ----- |
| 1     | Maroc                            | 23  | 16     | 19     | 58    |
| 2     | Roumanie                         | 17  | 9      | 12     | 38    |
| 3     | Cameroun                         | 13  | 13     | 14     | 40    |
| 4     | Sénégal                          | 10  | 9      | 6      | 25    |
| 5     | Burkina Faso                     | 7   | 4      | 8      | 19    |
| 6     | France                           | 7   | 4      | 4      | 15    |
| 7     | Côte d'Ivoire                    | 6   | 5      | 4      | 15    |
| 8     | Maurice                          | 6   | 4      | 2      | 12    |
| 9     | République démocratique du Congo | 5   | 11     | 18     | 34    |
| 10    | Canada                           | 4   | 6      | 3      | 13    |
| 11    | Djibouti                         | 4   | 1      | 3      | 8     |
| 12    | Niger                            | 3   | 8      | 7      | 18    |
| 13    | Madagascar                       | 3   | 4      | 0      | 7     |
| 14    | Arménie                          | 3   | 2      | 3      | 8     |
| 15    | Tunisie                          | 1   | 3      | 2      | 6     |
| 16    | Tchad                            | 1   | 2      | 2      | 5     |
| 17    | Kosovo                           | 1   | 2      | 1      | 4     |
| 18    | Liban                            | 1   | 1      | 5      | 7     |
| 19    | Guinée                           | 1   | 1      | 0      | 2     |
| 20    | République du Congo              | 0   | 4      | 8      | 12    |
| 21    | Gabon                            | 0   | 1      | 4      | 5     |
| 22    | Burundi                          | 0   | 1      | 2      | 3     |
| 23    | Mali                             | 0   | 1      | 2      | 3     |
| 24    | Suisse                           | 1   | 1      | 3      | 5     |
| 25    | Guinée équatoriale               | 0   | 0      | 1      | 1     |
| 26    | Viêt Nam                         | 0   | 0      | 1      | 1     |
| 27    | Bénin                            | 1   | 0      | 2      | 3     |
| 28    | Togo                             | 0   | 1      | 1      | 2     |
| 29    | Communauté française de Belgique | 0   | 1      | 1      | 2     |
| 30    | Nouveau-Brunswick                | 0   | 0      | 2      | 2     |
| Total | Total                            | 104 | 104    | 128    | 378   |